# Вокзал Аустерлиц
Вокзал Аустерлиц (фр. Gare d'Austerlitz) — один из семи основных железнодорожных вокзалов Парижа. Он располагается на левом берегу Сены в 13-м муниципальном округе. Ежедневно вокзал обслуживает 68 000 пассажиров (25 млн в год), что составляет примерно половину пассажироперевозок вокзала Монпарнас.
Название вокзала происходит от имени моравского города Аустерлиц, где 2 ноября 1805 года произошла «битва трёх императоров», в ходе которой Наполеон разгромил превосходящие по численности русско-австрийские войска. В честь победы при Аустерлице у вокзала установлен французский военный корабль.
Поезда с Аустерлицкого вокзала отправляются главным образом в южном направлении — до Орлеана, Тура, Мадрида, Лиссабона.

## История
Вокзал Аустерлиц был открыт 20 сентября 1840 года в связи с открытием линии Париж — Живуси, которая была продлена до Орлеана в 1843 году. В 1846 году вокзал увеличил свои размеры. До Всемирной выставки 1900 года вокзал оставался конечной остановкой линии Париж-Орлеан, пока не был открыт новый вокзал Гар д’Орсе, в котором ныне расположен музей Орсе. Здание Орсе было закрыто в 1939 году, и вместе с тем все поезда дальнего следования были вновь перенесены на вокзал Аустерлиц.
14 мая 1941 года 3700 евреев, все мужчины, были арестованы в парижской агломерации, эта операция была названа «облавой „Зелёный билет“» и произошла за 14 месяцев до облавы «Вель д’Ив». Автобусами арестованных свезли на вокзал Аустерлиц, откуда в тот же день их отправили поездом в Луаре. 1700 человек доставили в лагерь Питивье, 2000 — в Бон-ла-Роланд. Там они будут оставаться в течение года. 8 мая 1942 года 289 евреев были переправлены конвоем в лагерь Руалье в Компьене. Они были в основном депортированы в Освенцим 5 июня 1942 года конвоем № 2 в рамках подготовки к облавам лета 1942 года, чтобы освободить место для новых заключённых, которые теперь будут с семьями. Три эшелона увезли евреев прямо в Освенцим: 25 июня и 17 июля 1942 года из Питивье, 28 июня из Бон-ла-Роланд. С 19 по 22 июля 1942 года с вокзала Аустерлиц было отправлено 7800 евреев, в том числе 4000 детей, арестованных в ходе облавы «Вель д’Ив». Они попали в лагеря Бон-ла-Роланд и Питивье, откуда были депортированы в лагеря смерти нацистской Германии в Польше.

## Транспорт
Метро: линии 5 и 10

RER: линия С